# عین شهداء
عین شهداء (به عربی: عين الشهداء) یک شهرداری در الجزایر است که در استان جلفه واقع شده‌است.
 عین شهداء  ۸٬۳۳۷ نفر جمعیت دارد.